# Trichilia schomburgkii
Trichilia schomburgkii är en tvåhjärtbladig växtart. Trichilia schomburgkii ingår i släktet Trichilia och familjen Meliaceae.

## Underarter
Arten delas in i följande underarter:
- T. s. javariensis
- T. s. schomburgkii